# Halina Hańczyc
Halina Zofia Hańczyc (ur. 18 października 1931 w Tarnopolu, zm. 1 stycznia 2021) – polska specjalistka chorób wewnętrznych i gastrologii, prof. dr hab.

## Życiorys
Absolwentka Akademii Medycznej we Wrocławiu (1959), obroniła pracę doktorską (1972), następnie uzyskała stopień doktora habilitowanego (1984). 16 grudnia 1997 nadano jej tytuł profesora w zakresie nauk medycznych. Pracowała w Katedrze i Zakładzie Medycyny Rodzinnej na Wydziale Lekarskim Kształcenia Podyplomowego Akademii Medycznej im. Piastów Śląskich we Wrocławiu. Była też ordynatorem Oddziału Wewnętrznego w Wojewódzkim Szpitalu Zespolonym we Wrocławiu.
Prowadziła badania m.in. w zakresie enzymologii i onkologii przewodu pokarmowego, szczególnie wątroby, trzustki, żołądka i jelit.
Zmarła 1 stycznia 2021.

## Odznaczenia i wyróżnienia
- Medal Komisji Edukacji Narodowej[1]
- Złoty Krzyż Zasługi[1]
- Odznaka honorowa „Za wzorową pracę w służbie zdrowia”[1]
- Srebrny Medal Uczelni[1]